# Liolaemus fuscus
Liolaemus fuscus је гмизавац из реда Squamata и фамилије Tropiduridae.

## Угроженост
Подаци о распрострањености ове врсте су недовољни.

## Распрострањење
Врста је присутна у Аргентини и Чилеу.

## Станиште
Врста Liolaemus fuscus има станиште на копну.